# Рыжки
Рыжки (укр. Рижки) — село в Коропском районе Черниговской области Украины. Население — 406 человек. Занимает площадь 2,691 км².
Код КОАТУУ: 7422288301. Почтовый индекс: 16244. Телефонный код: +380 4656.

## Власть
Орган местного самоуправления — Рыжковский сельский совет. Почтовый адрес: 16244, Черниговская обл., Коропский р-н, с. Рыжки, ул. Механизации, 49.